# Гронські Бенядик
Гронські Бенядик (словац. Hronský Beňadik) — село, громада округу Жарновиця, Банськобистрицький край, центральна Словаччина, регіон Теков. Кадастрова площа громади — 9,23 км².
Населення 1 166 осіб (станом на 31 грудня 2017 року).

## Історія
Гронські Бенядик вперше згадується в 1075 році.

## Населення
| Рік:            | 1994. | 2004.   | 2014.   | 2024.   |
| --------------- | ----- | ------- | ------- | ------- |
| Кількість осіб: | 1197  | 1228    | 1176    | 1071    |
| Різниця:        |       | +2,58 % | -4,23 % | -8,92 % |

| Рік:            | 2023. | 2024.   |
| --------------- | ----- | ------- |
| Кількість осіб: | 1086  | 1071    |
| Різниця:        |       | -1,38 % |